# Clistere

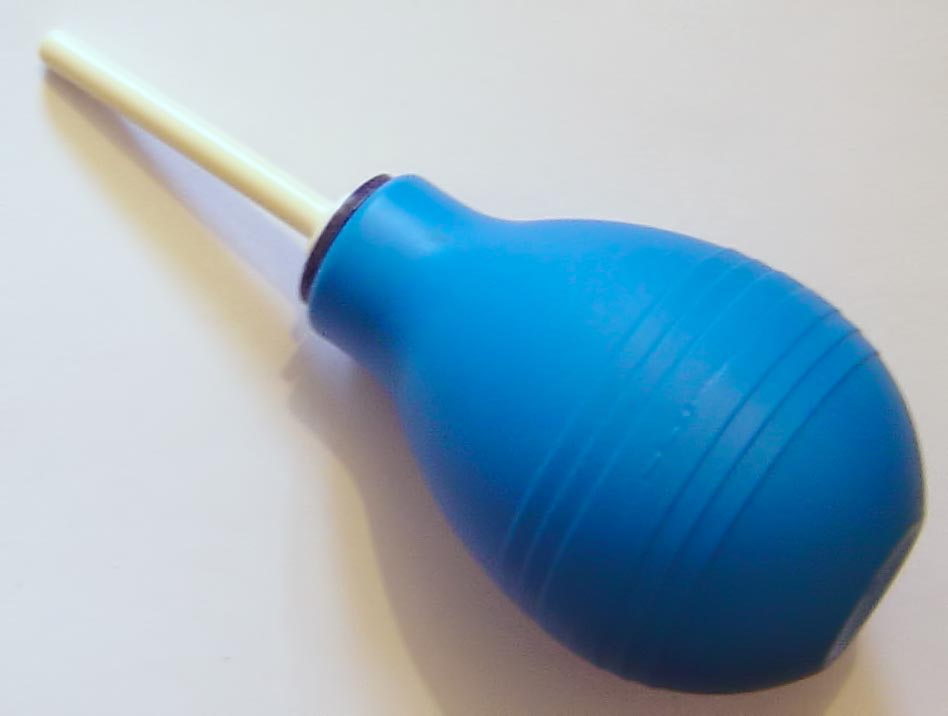
Clistere a pompa.

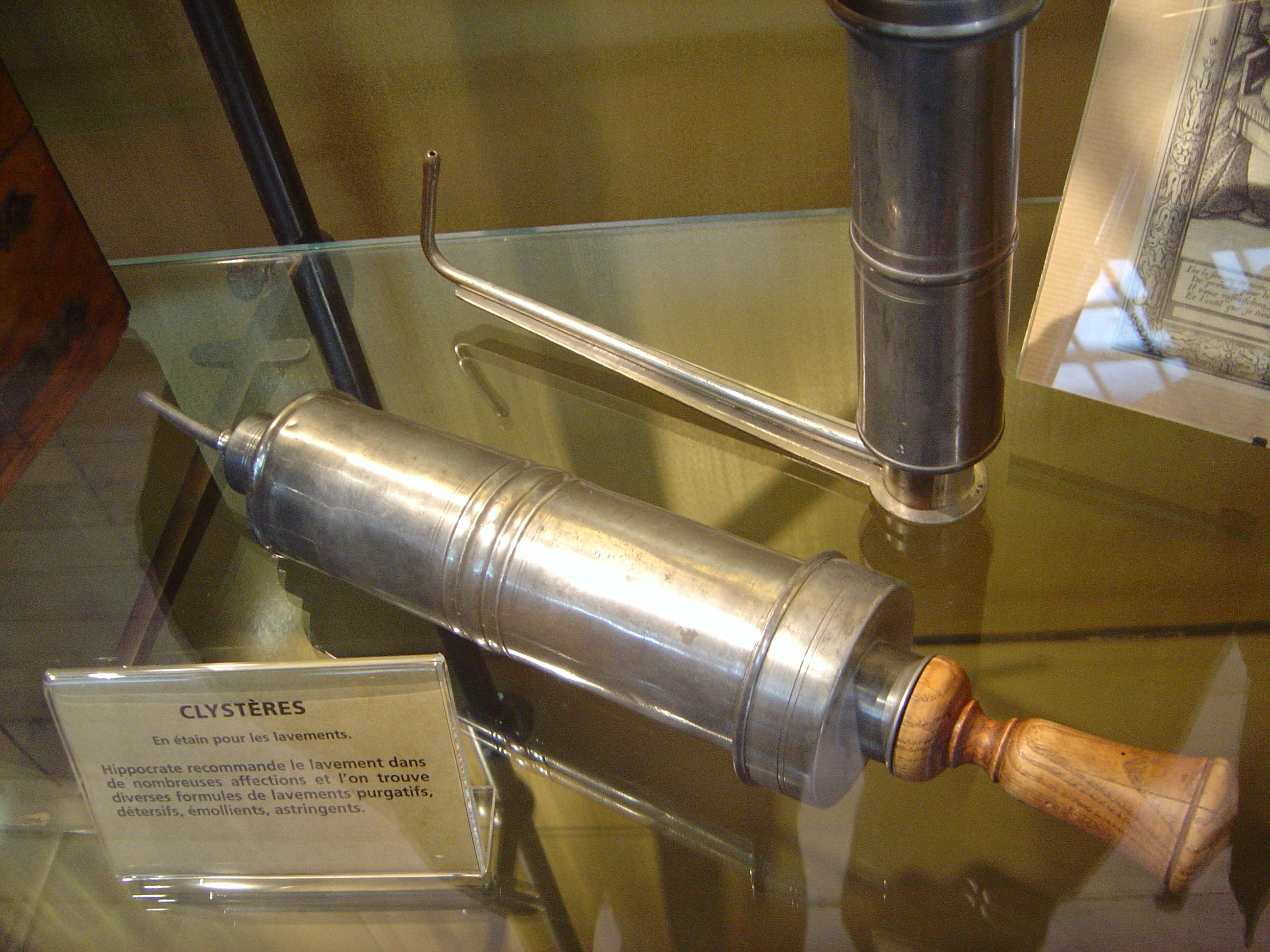
Clistere a siringa.

Il clistere è una pratica volta a liberare l'ultimo tratto dell'intestino da feci e/o gas, con l'introduzione di una sonda nel retto e/o nel sigma. In campo medico lo si effettua a scopo diagnostico, in prossimità di un intervento chirurgico, o semplicemente per una momentanea difficoltà a evacuare dovuta alla presenza di un fecaloma ostruttivo traumatizzante, oppure in caso di stipsi o altri problemi inerenti alla defecazione. La pratica ha una diffusione anche domestica. Il termine clistere, nell'uso corrente, viene altresì utilizzato per indicare lo strumento (più propriamente chiamato enteroclisma) con cui viene praticata la somministrazione di liquido nell'ampolla rettale.

## Classificazione
In base alla loro azione, i clisteri possono anche essere classificati in 5 gruppi:
- evacuativi
- carminativi
- di ritenzione
- a flusso refluo
- terapeutici

## A scopo diagnostico

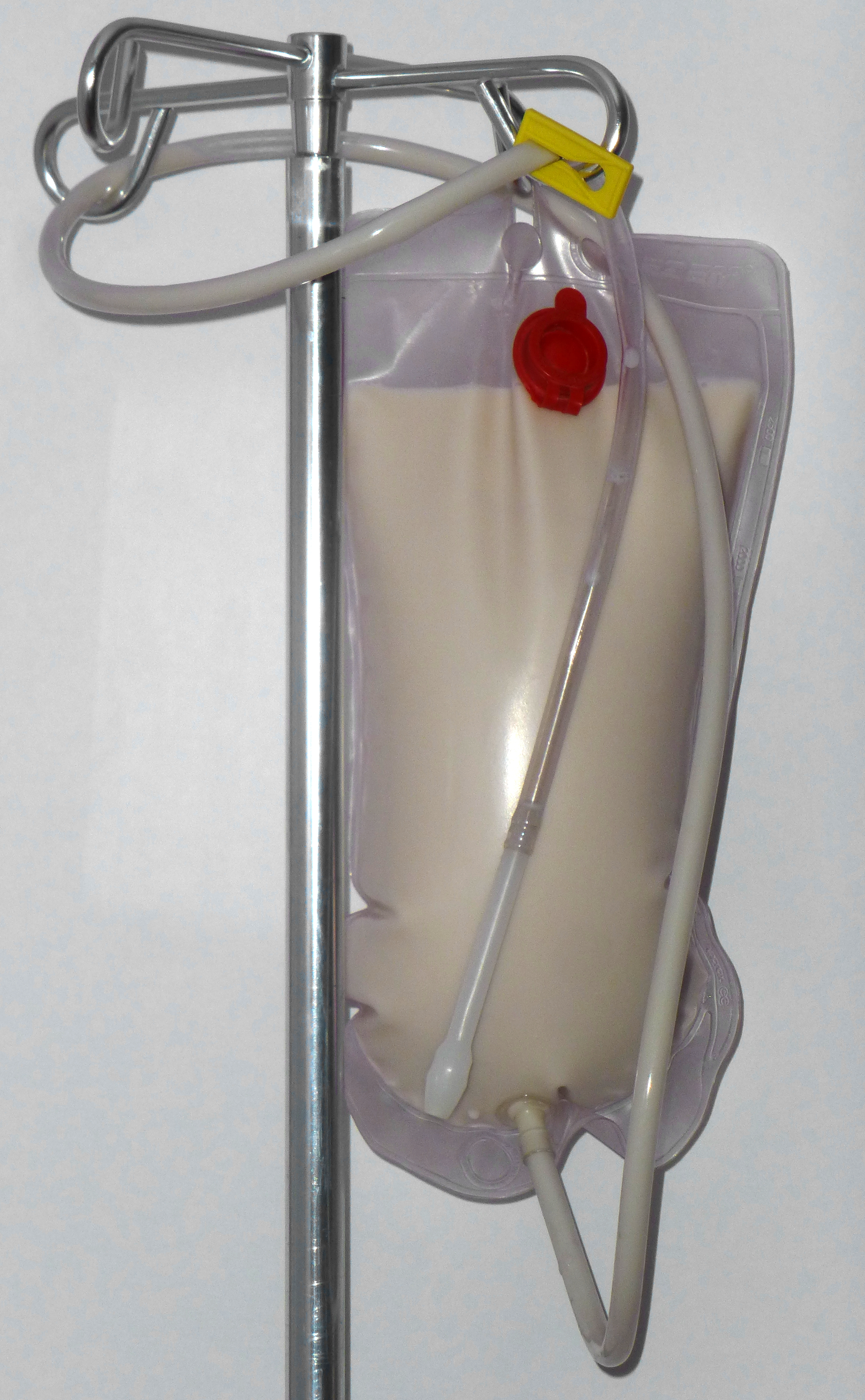
Clisma opaco in particolare sacchetto del enema monouso.

La diagnostica per immagini utilizza il clisma per l'immissione di mezzi di contrasto nell'intestino. Nella radiologia classica si parlava di clisma opaco. Può essere utilizzato un clistere con polvere di solfato di bario o un mezzo di contrasto idrosolubile. Tali clisteri sono un modo pratico per visualizzare il colon in modo relativamente sicuro. Dopo la somministrazione del clistere di bario, il bario rimanente viene lavato con acqua, bicarbonato di sodio o clisteri salini, per ripristinare la normale attività del colon evitando fenomeni di stitichezza dati dal solfato di bario.

## Per uso igienico

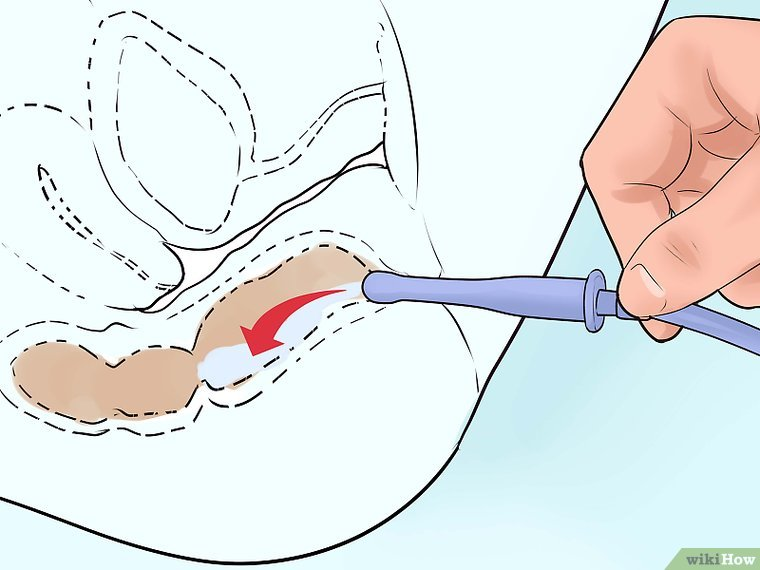
inserimento del beccuccio

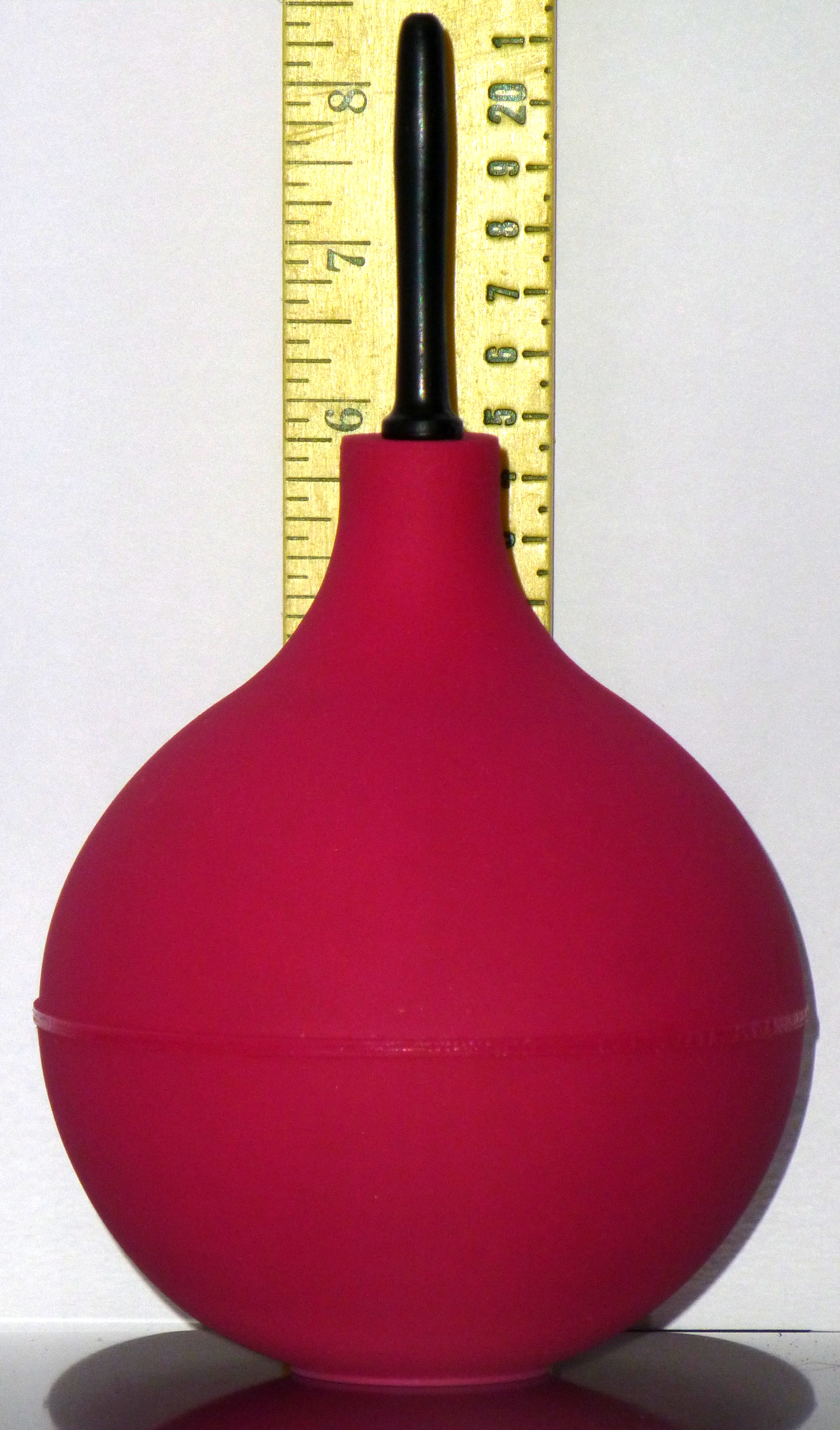
Peretta grande (750 mL).

L'attrezzo per praticarlo è costituito da un contenitore in gomma a forma di pera, terminante con un beccuccio. Per la sua forma questa pratica casalinga è chiamata anche "peretta" o "pompetta"; per evitare lesioni all'ano durante l'inserimento, viene lubrificato il beccuccio e il punto di introduzione, eliminando preventivamente l'eventuale aria residua contenuta nella peretta prima di introdurre il beccuccio. 
Il liquido da introdurre può essere acqua tiepida mista a olio, glicerina, sapone o soluzioni lassative. Per i bambini di pochi mesi, sono disponibili nelle farmacie confezioni "usa e getta", sagomate in modo appropriato, contenenti piccole quantità di glicerina. 
Lo scopo del clistere è quello di eliminare il blocco fecale grazie all'acqua o altro liquido, che, aumentando di volume all'interno dell'intestino, fa raggiungere a chi riceve il clistere lo stimolo di defecare e al tempo stesso, "scioglie" anche le feci dure. In ospedale si utilizzano clisteri (chiamati clisma) contenenti soluzioni iperosmotiche di fosfati di sodio e potassio.

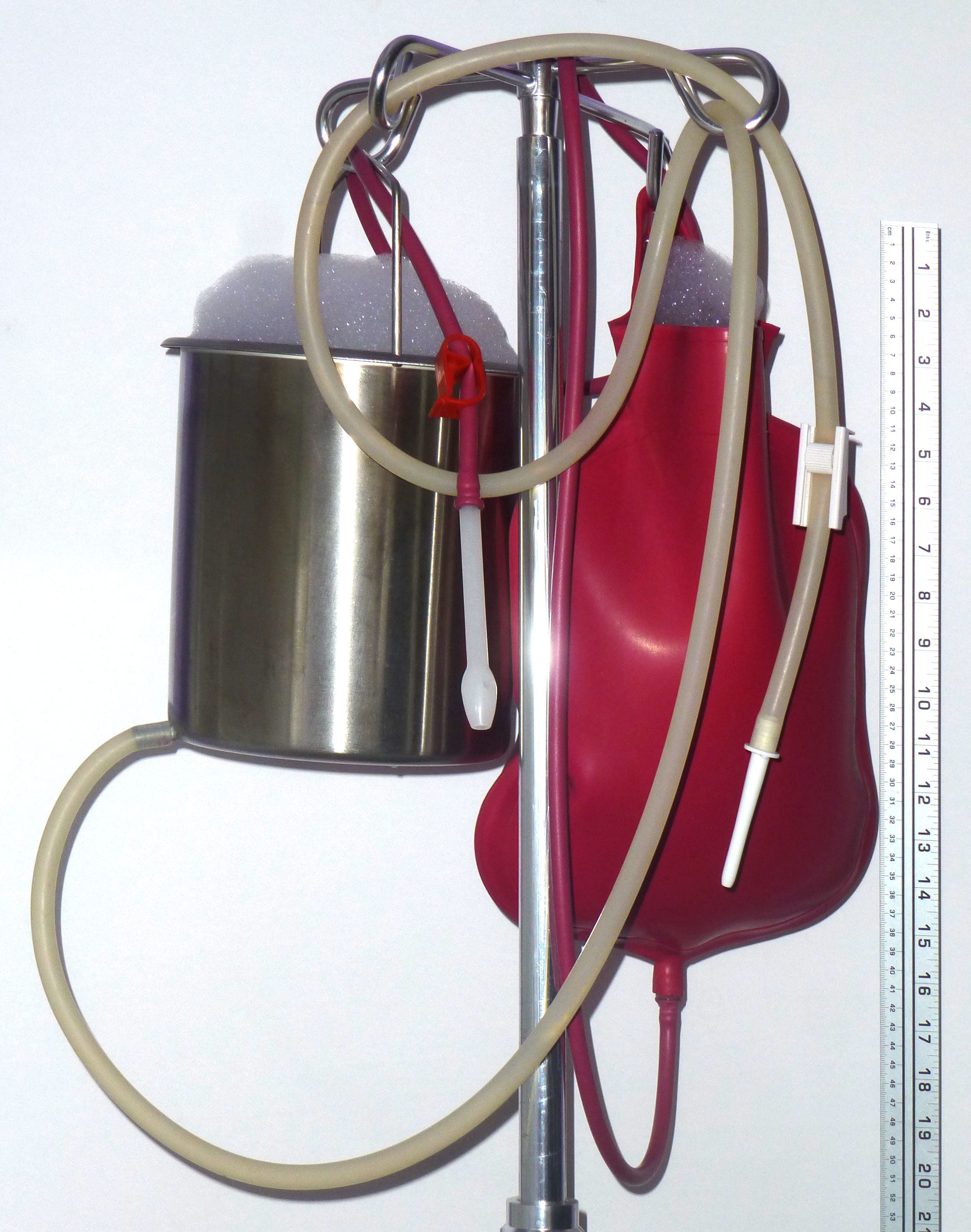
Secchio e borsa clisteri (4 litri ciascuno).

Una pratica igienica similare, in uso da persone adulte, fatta con regolarità a intervalli di tempo variabili, è costituita dall'enteroclisma praticato con l'omonimo attrezzo in vendita in farmacia, costituito da una sacca da appendere provvisto di un tubicino, volto a pulire a fondo il colon e a dare una notevole sensazione di benessere. In questo caso il liquido introdotto è in quantità maggiore, da 1,5 fino a 3 litri, può essere di acqua semplice a cui viene aggiunto sale, oppure con l'aggiunta di sostanze rinfrescanti ed essenze naturali o bicarbonato.
L'attrezzo, denominato "apparecchio del Catani", è costituito da un contenitore a forma di sacca, provvisto di un rubinetto collegato a un tubicino flessibile di lunghezza appropriata, terminante con una cannula rigida. La sacca viene posizionata più in alto rispetto al corpo; introdotta la cannula e aperto il rubinetto, il liquido fluisce nell'intestino per effetto della forza di gravità, con una velocità dipendente dall'altezza della sacca. Solitamente viene preferito un flusso molto lento, in modo da permettere alle anse dell'intestino di adattarsi a ricevere tutta la soluzione senza interruzioni. 
Nel caso dell'enteroclisma con la sacca, data la maggiore quantità di soluzione introdotta, può risultare vantaggioso assumere la posizione sdraiata su un fianco (preferibilmente quello sinistro), in tal modo il ventre non comprime l'intestino. 
Un'altra posizione adottata consiste nell'inginocchiarsi sul pavimento sopra un asciugamano, portando in basso la testa: in tal modo si pone l'intestino nelle migliori condizioni per ricevere il flusso. In entrambi i casi, terminata l'introduzione, possono essere eseguiti leggeri massaggi sulla zona del ventre fino alla comparsa dei primi stimoli di evacuazione, la quale avviene generalmente con brevi scariche a intervalli più o meno ravvicinati. Tutta la procedura può essere ripetuta immediatamente, anche tre volte di seguito. È possibile effettuare clistere ed enteroclisma da soli, ma la collaborazione di una seconda persona può agevolare l'operazione.
Esiste una pratica per il lavaggio di tutto l'intestino: l'idrocolonterapia, effettuata con una macchina, la quale mette in circolo una quantità di acqua molto superiore. Questa pratica è priva di fondamento scientifico e può comportare rischi e conseguenze per la salute.

## Clismafilia (Sessuale e ricreativo)
La clismafilia, derivante dalle parole greche κλύσμα ("clistere") e φιλία ("amore"), è una parafilia (chiamata anche enemafilia e clisterofilia) che consiste nell'eccitazione e nel desiderio sessuale derivante la pratica sessuale della somministrazione o nel somministrare un liquido nel canale rettale e nel colon, attraverso dei clisteri, di effettuarli ad altre persone o effettuarli autonomamente (quest'ultima è chiamata autoclismafilia). Essa solitamente viene accompagnata o seguita da una masturbazione e rientra anche nelle pratiche del BDSM.

## Rischi
Il clistere è una pratica relativamente sicura per il paziente. I pericoli principali riguardano l'irritazione della mucosa rettale causata dall'utilizzo di sostanze irritanti, come l'eccesso di sapone e gli effetti negativi di una soluzione ipertonica o ipotonica sui liquidi corporei e gli elettroliti.
Nei pazienti affetti da diverticoli, l'uso di clisteri con sonda è sconsigliato in quanto può esserci la remota possibilità di infondere il liquido all'interno di un diverticolo, provocandone la rottura con conseguente emorragia.